# 太陽風成分實驗

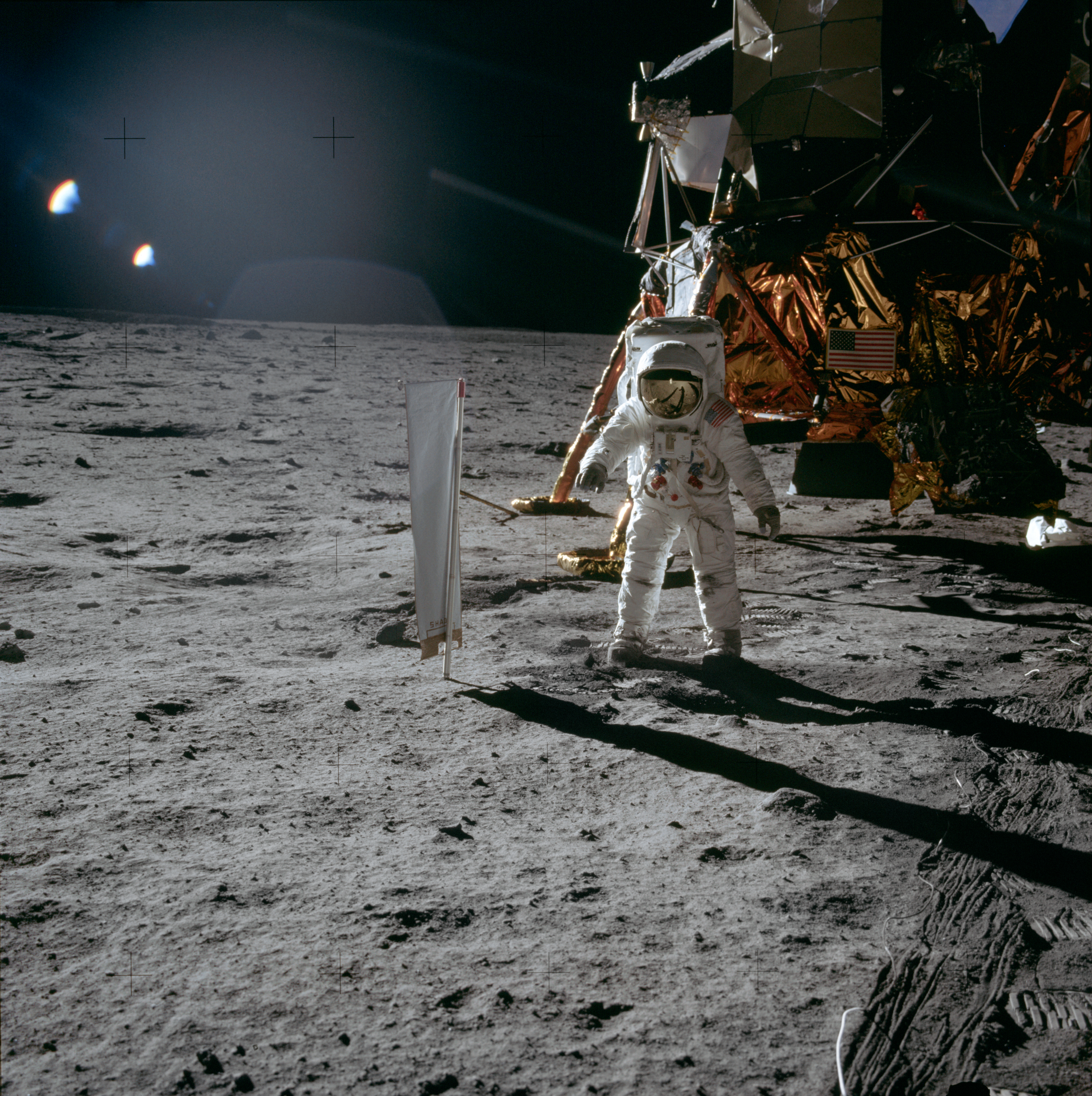
在阿波羅11號任務中，太空人愛德溫·E·艾德林站在已部署的太陽風成分實驗旁邊。SWC被昵稱為「瑞士國旗」實驗。

太陽風成分實驗（SWC）是在阿波羅計畫（阿波羅11號、阿波羅12號、阿波羅14號、阿波羅15號和阿波羅16號）期間部署在月球上的一項實驗。 其目的是量測和採樣地球磁層外的太陽風樣本。這是首次對太陽物質進行明確的同位素量測。
SWC是由瑞士團隊提出和設計的，該團隊由伯恩大學的Johannes Geiss和Peter Eberhardt以及蘇黎世聯邦理工學院的Peter Signer領導。它是由瑞士國家科學基金會和伯恩大學製造的。該實驗由瑞士政府資助部分經費。
SWC實驗由一片1英尺 × 4.6英尺（0.30米 × 1.40米）超純鋁箔（在最後一次阿波羅16號實驗中也有鉑金屬段）組成，用伸縮杆豎立在月球表面。該鋁片將暴露在太陽下，以量測月球表面太陽風的離子類型和能量。阿波羅11號的曝光時間為77分鐘，阿波羅12號為18小時42分鐘，阿波羅14號為21小時，阿波羅15號為41小時8分鐘，阿波羅16號為45小時5分鐘。在暴露結束時，將箔片從伸縮杆上取下，放入鐵氟龍袋中，並帶回地球進行分析。該實驗取得了成功，並提供了太陽風的準確的He、Ne和Ar同位素組成。

## 外部連結
- Experiment Operations During Apollo EVAs: Solar Wind Composition